# Augustus kiedy krolował

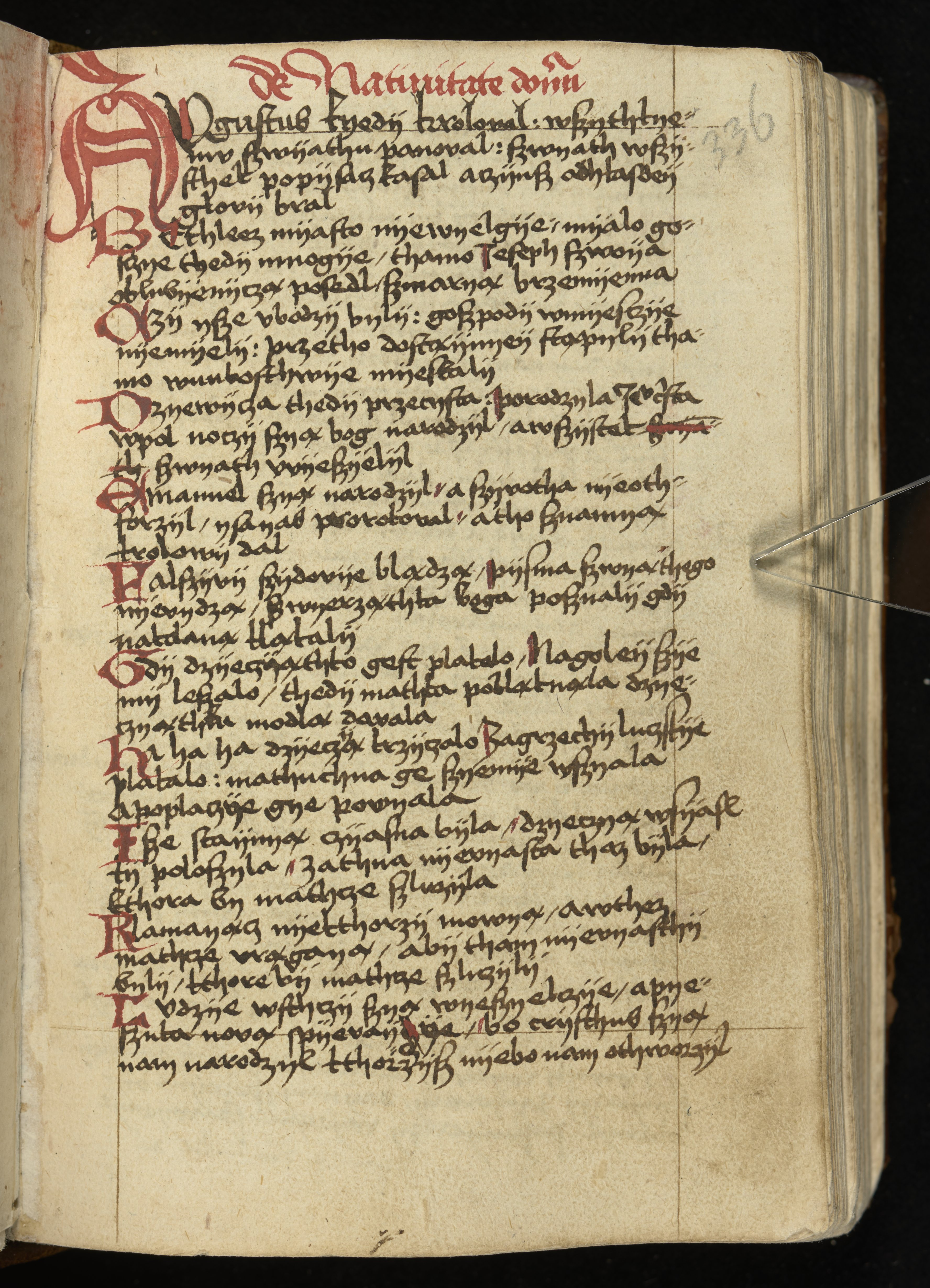
Oryginalny zapis utworu

Augustus kiedy krolował – epicka pieśń Władysława z Gielniowa, opowiadająca o narodzinach Jezusa. Została zapisana prawdopodobnie na przełomie XV i XVI wieku.

## Zarys treści
Pieśń opowiada o narodzinach Jezusa. Oprócz elementów zaczerpniętych z Ewangelii, utwór Gielniowczyka zawiera liczne wątki apokryficzne. Narracja rozpoczyna się od przybycia Marii i Józefa do Betlejem, gdzie mieli dopełnić obowiązków związanych z powszechnym spisem ludności nakazanym przez cesarza Augusta. Ponieważ nie było ich stać na nocleg w gospodzie, Maria i Józef zatrzymali się na noc w niewielkiej stajence. Tam Maria urodziła syna, jednocześnie nie tracąc dziewictwa. Autor pieśni zdecydowanie zaprzecza temu, jakoby brzemienna miała kogokolwiek do pomocy – odrzuca w ten sposób popularny motyw apokryficzny, zgodnie z którym przy narodzeniu Jezusa obecne były kobiety, które stwierdziły, że poród nie uszkodził dziewictwa Maryi. Do Betlejem przybywają pasterze, których o cudownych narodzinach powiadomił anioł. Składają oni hołd dziecięciu. Utwór kończy się wezwaniem wiernych do radości z Bożego Narodzenia oraz prośbami do Chrystusa o spokój doczesny i wieczne życie. 

## Forma utworu
Pieśń składa się z 23 zwrotek. Każda z nich jest czterowersowa i rymowana według schematu aabb lub aaaa. Utwór pisany jest ośmiozgłoskowcem i ma formę abecedariusza – pierwsze litery kolejnych zwrotek są kolejnymi literami alfabetu (Augustus kiedy krolował (...) Betleem, miasto niewielgie, (...) Ci, iże ubodzy byli itd.).

## Rękopis
Oryginalny utwór zapisany jest na karcie 336 kodeksu określanego jako Miscellanea theologica (sygn. Rps 8085 II, dawniej akc. 11 575), przechowywanego w Bibliotece Narodowej w Warszawie. Manuskrypt zawiera ponadto inne pieśni Władysława z Gielniowa – Już się anjeli wiesielą, Anna, niewiasta niepłodna, Jezu, zbawicielu ludzski oraz Jasne Krystowo Oblicze. Teksty zamieszczono na kartach: 322–322v, 332v–335 oraz 336–336v.